# Société anonyme des Charbonnages de Bonne Espérance, Batterie, Bonne-Fin et Violette

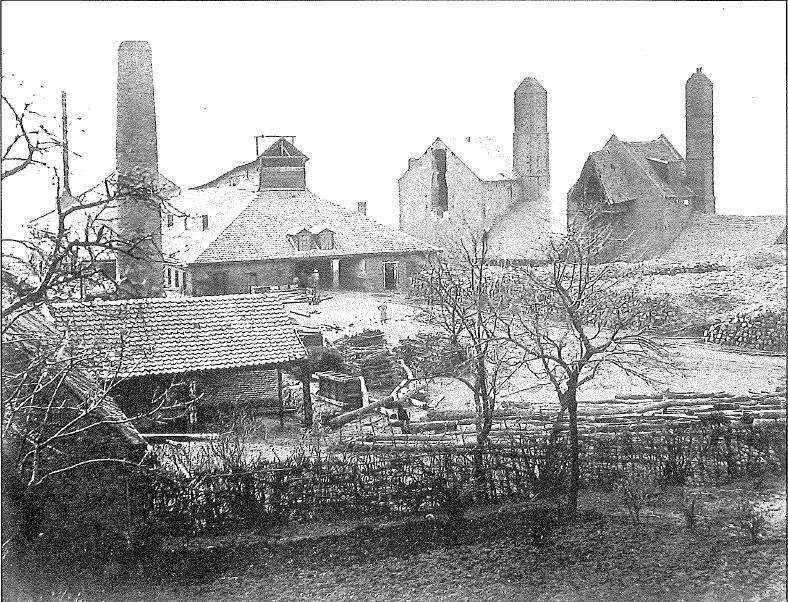
Plompterie

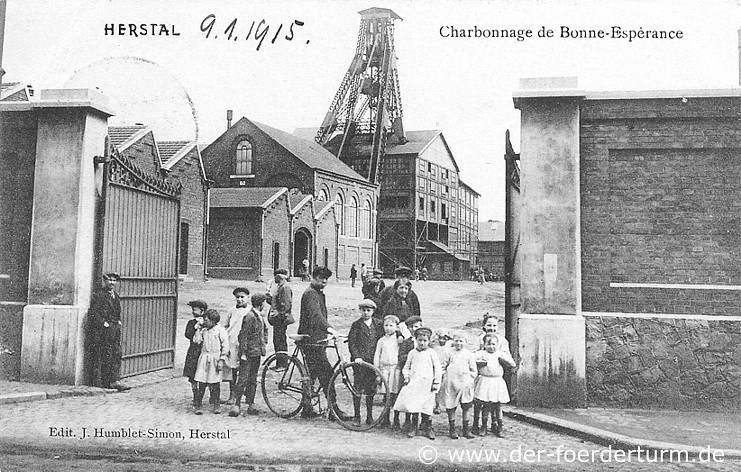
Bonne Espérance

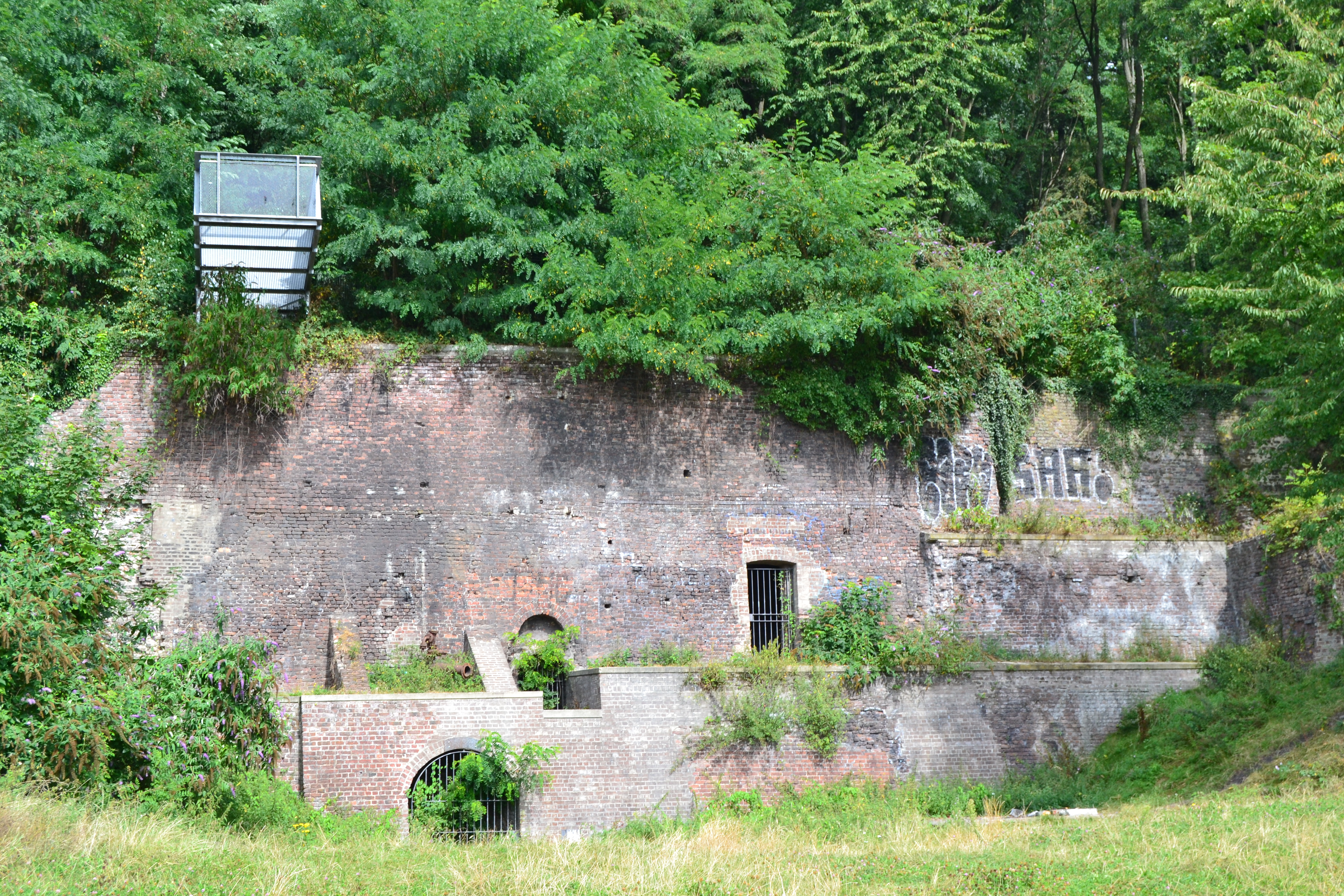
Tunnelingang van de Bâneux

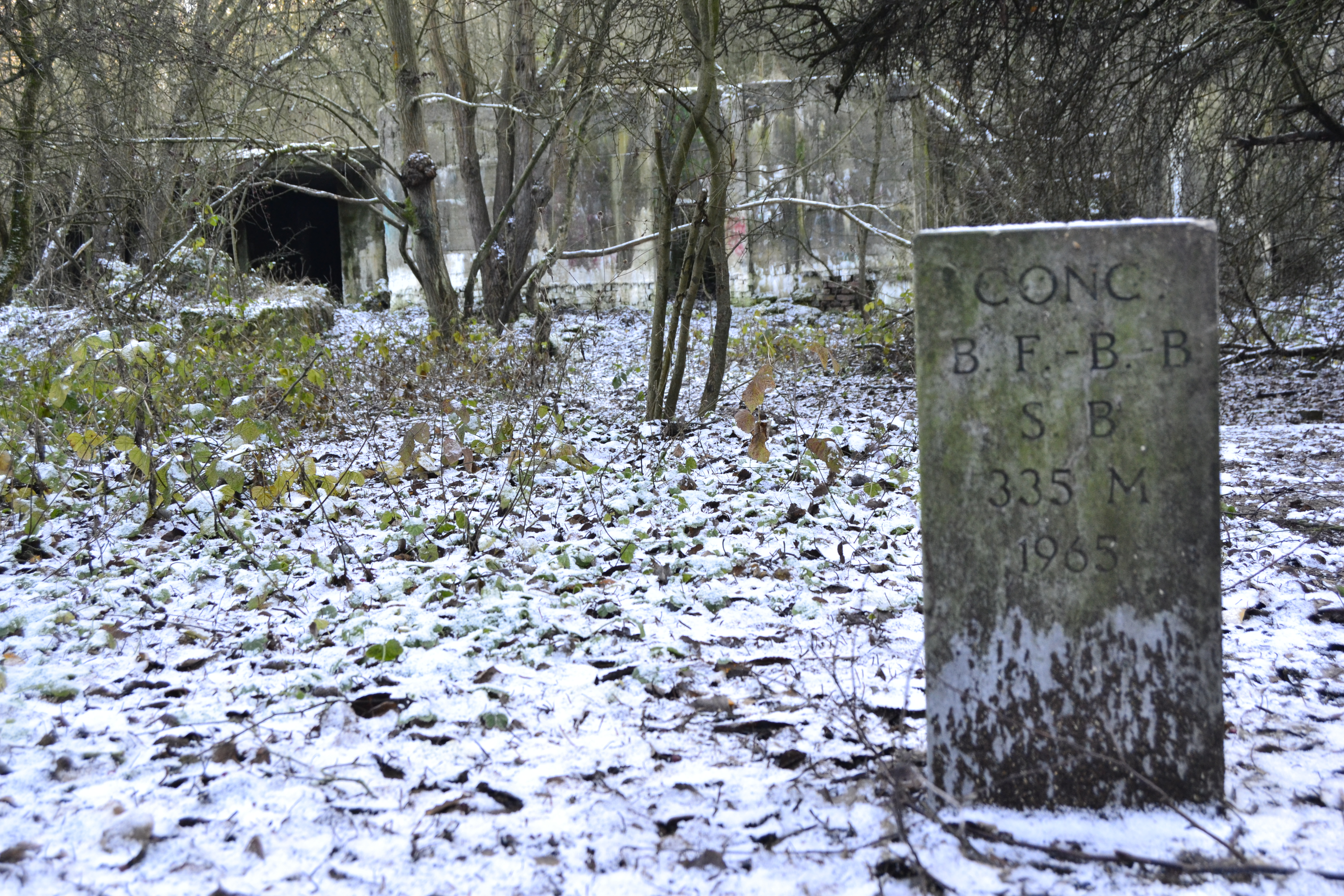
Schachtafdekking en ruïnes van de Sainte-Barbe

Société anonyme des Charbonnages de Bonne Espérance, Batterie, Bonne-Fin et Violette is een voormalig bedrijf van steenkoolmijnen in het Luiks steenkoolbekken. De concessie bevond zich voornamelijk ten noorden van de stad Luik.
De concessie bevond zich ten zuiden en ten oosten van die van de Société anonyme des Charbonnages de Patience et Beaujonc réunis en van de Société anonyme des Charbonnages d'Ans et de Rocour, en te noordwesten van de Société anonyme des Charbonnages de Wérister. De concessie bestond uit twee gescheiden delen, met daar tussenin de concessie van de Société anonyme des Charbonnages de la Grande Bacnure.
Deze maatschappij is voortgekomen uit tal van fusies, vooral in de 20e eeuw. Sommige van de onderdelen gaan terug tot de 16e eeuw. Uiteindelijk ontstond in 1950 genoemde maatschappij, maar in 1965 kwam aan de activiteit hiervan een einde.

## Geschiedenis

### Société anonyme des Charbonnages de Bonne-Fin et Bâneux
De Société anonyme des Charbonnages de Bonne-Fin et Bâneux, één der onderdelen van de maatschappij, bestond uit de mijn Plompterie, reeds vermeld in 1585, en de Aumônier, waarvan de geschiedenis zelfs terugvoert tot 1567. Dan was er Bonne Fin van 1759, welke vanaf 1773 over een stoommachine beschikte. Vanaf 1810 kwamen deze mijnen geleidelijk in handen van Henri-Joseph Orban, welke in 1816 -samen met vennoten- de Société de Bonne-Fin oprichtte. Zij bezaten aanvankelijk een concessie van 267 ha, welke tot 1845 werd uitgebreid naar 565 ha. Deze bevond zich vooral in Luik en Ans.
In 1840 kwam ook de Charbonnage de Bâneux in hun handen. In 1855 werd de maatschappij een Naamloze Vennootschap met vier mijnzetels: Bonne-Fin, Bâneux, Plompterie en Sainte-Marguerite. Men bezat toen reeds 7 stoommachines.
In 1875 sloot de Plompterie.
In 1930 bezat men een concessie van 688 ha, en vier mijnzetels: Bâneux, Sainte-Marguerite, Aumônier en Sainte-Barbe. Sainte-Barbe sloot in 1934; Bâneux sloot in 1942.

### Société anonyme des Charbonnages de Bonne Espérance, Batterie et Violette
De concessie van Bonne Espérance (te Herstal) dateert van 1830, en die van Batterie van 1837.
In 1859 ontstond de Société anonyme des Charbonnages de Bonne-Espérance et Batterie. Belanghebbenden hierin waren de Generale Maatschappij van België en de Banque Rothschild. In 1899 werd de concessie van Violette te Jupille verworven, en in 1937 die van Wandre, welke in 1918 onteigend was van de Duitse eigenaar.

### Société anonyme des Charbonnages de Bonne Espérance, Batterie, Bonne-Fin et Violette
In 1950 fuseerden beide bovengenoemde mijnbedrijven tot de Société anonyme des Charbonnages de Bonne Espérance, Batterie, Bonne-Fin et Violette. De fusie kon de geleidelijk in gang gezette neergang van de steenkoolmijnbouw niet verhinderen. In 1956 sloten Sainte-Marguerite en Aumônier. In 1965 sloten Bonne-Fin en Batterie, waarmee aan de activiteit van het bedrijf een einde kwam.

## Heden
Van de Plompterie is nog slechts een afgedekte schacht over. Van de Aumônier is niets terug te vinden. Ook Sainte-Marguerite is verdwenen, op een enkel monument na.
Overblijfselen van de mijn Sainte-Barbe, te Xhovémont, zijn nog zichtbaar aan de voet van de terril, die tot park is omgevormd. Onder andere een betonnen schachtbok is blijven bestaan. Ook van de Violette is nog een terril overgebleven, en enkele ruïnes van mijngebouwen. Van Bâneux is een tunnelingang zichtbaar gebleven.